# Clusia myriandra
Clusia myriandra är en tvåhjärtbladig växtart som först beskrevs av George Bentham, och fick sitt nu gällande namn av Jules Émile Planchon och Triana. Clusia myriandra ingår i släktet Clusia och familjen Clusiaceae. Inga underarter finns listade i Catalogue of Life.